# ザ・ショッピング・チャンネル (ニュージーランド)
ザ・ショッピング・チャンネル（英語: The Shopping Channel）は、ニュージーランドで初めて開局した24時間テレビショッピングのチャンネルである。2012年10月1日開局。地上デジタル放送とケーブルテレビの、共に第18チャンネルで放送されていて、公式サイトでもストリーミング放送をしている。運営会社は2010年に設立。オーナーは起業家のグレッグ・パーティントン（Greg Partington）で、本社は同国オークランドに所在する。

## 歴史
2011年4月、ニュージーランドの公共放送テレビジョン・ニュージーランド（以下TVNZ）は、自社運営の24時間ニュース専門チャンネル「TVNZ 7」を翌年6月30日を以て閉局し、空いた地上デジタル放送の第7チャンネルを、新規開局のチャンネルに割り当てる考えを示し、オーナーのパーティントンもTVNZにTVNZ 7の終了後同じチャンネルを使えるように打診を始めた。ところが合意には至らず、パーティントン側もやがてケーブルチャンネルでの放映が好ましいという概念に考えに変わった（それでも結局、地上波とケーブルの2波体制で放送されている）。

## 番組フォーマット
放送で使用される言語は英語で、毎日24時間放送している。そのうち8時間は生放送、残りの16時間はあらかじめ録画されたものを放送している。様々なジャンルの商品を扱うが、商品は多くの通信販売のチャンネル同様、ジュエリーやアパレルなど女性視聴者をターゲットとしたものとなっている。

## エヴァ・ロンゴリア
2012年9月、開局を翌月に控え同局は、アメリカの女優、エヴァ・ロンゴリアのニュージーランド訪問に際して同局に開局特別ゲストとして招くことを発表。開局の記者会見に出席したのち、番組にも出演し、自身がプロデュースした香水「エヴァ」の宣伝を行った。